# Diamond Dogs
Diamond Dogs este un album conceptual lansat de David Bowie în 1974 prin RCA Records. Tematic, reprezintă o combinație între romanul 1984 al lui George Orwell și viziunea proprie a lui Bowie asupra unei lumi postapocaliptice.  

## Tracklist
1. "Future Legend" (1:05)
2. "Diamond Dogs" (5:56)
3. "Sweet Thing" (3:39)
4. "Candidate" (2:40)
5. "Sweet Thing (reprise)" (2:31)
6. "Rebel Rebel" (4:30)
7. "Rock 'n' Roll with Me" (versuri: Bowie, muzică: Bowie, Warren Peace) (4:00)
8. "We Are the Dead" (4:58)
9. "1984" (3:27)
10. "Big Brother" (3:21)
11. "Chant of the Ever Circling Skeletal Family" (2:00)

- Toate cântecele au fost scrise de David Bowie cu excepția celor notate.

## Single-uri
- "Rebel Rebel" (1974)
- "Diamond Dogs" (1974)